# Precambrian
Precambrian (Pre-Cambrian) este un nume informal pentru intervalul de timp înainte de actuala eră geologică Fanerozoic și este împărțit în mai multe ere pe scala de timp geologică. Acesta se întinde de la formarea Pământului în jur de 4600 milioane de ani până la începutul perioadei Cambrian, când organisme macroscopice au apărut pentru prima dată din abundență cu aproximativ 542 milioane de ani în urmă. Precambrian este numită astfel pentru că precede era Cambrian, prima perioadă de Eon fanerozoic, care este numit după numele roman pentru Țara Galilor, Cambria, unde rocile de această vârstă au fost studiate pentru prima oară. 
Precambrianul se întinde pe o perioadă de circa 87% din timpul geologic al întregii vieți a planetei Terra.

## "Marea Neconformitate" precambriană („Great Unconformity“)[2]

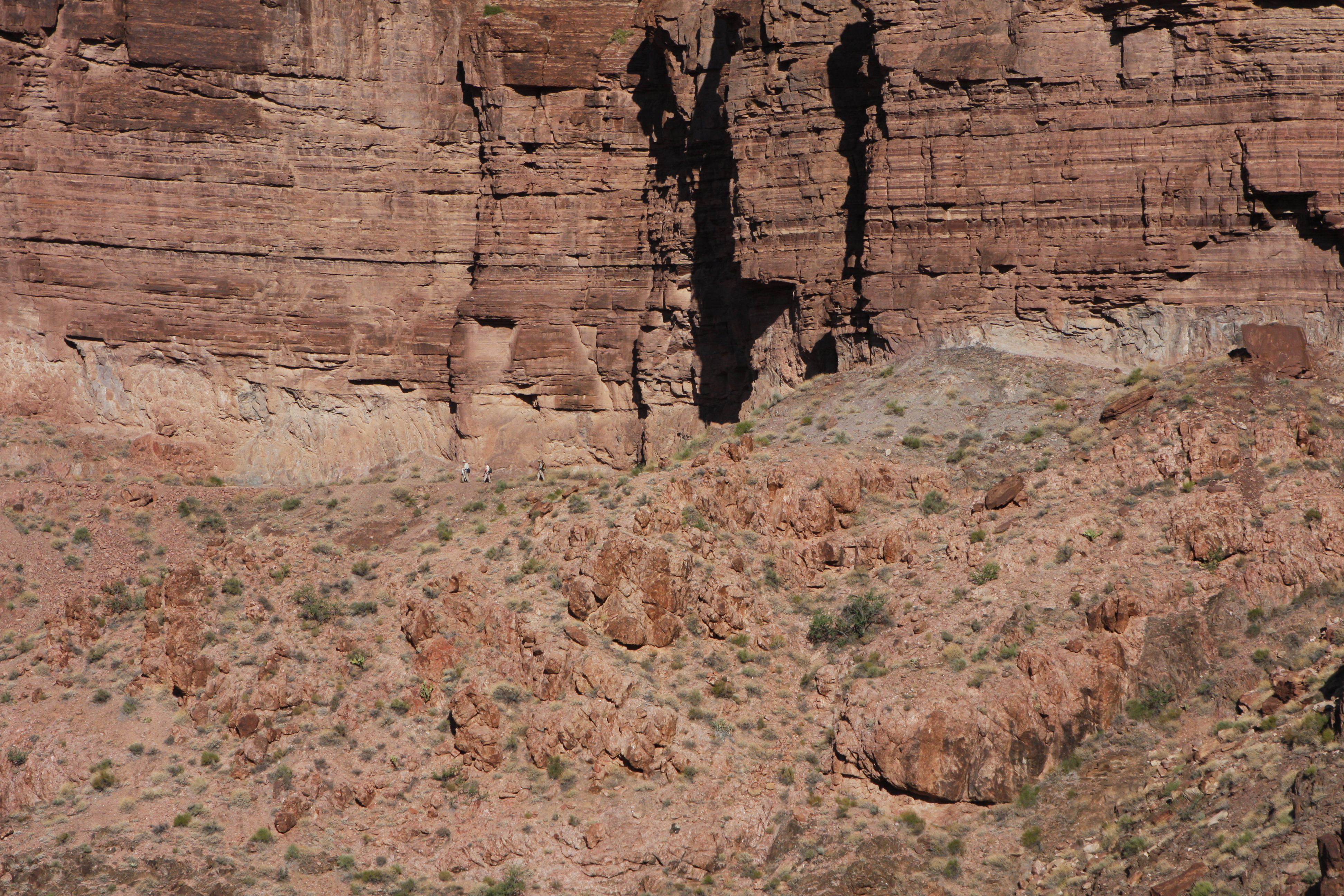
Marea Neconformitate precambriană („Great Unconformity“) în Grand Canyon (USA). Jos: Precambrian, sus Cambrian.

Lipsesc 0,9 miliarde de ani din istoria pămȃntului (în precambrian).
Precambrianul este lunga etapă de timp de la formarea pămȃntului (acum 4,6 miliarde ani) pȃnă la apariția organismelor multicelulare pe pămȃnt (acum 0,5 miliarde ani, in cambrian). In această foarte lungă perioadă de timp (4,1 miliarde ani) există o lacună de 0,9 miliarde de ani, nedocumentată geologic. 
Această perioadă este numită “Marea Neconformitate” precambriană.
Au fost emise 4 ipoteze pentru explicarea acestei anomalii geostratigrafice:
1. Eroziunea totală a stratelor de sedimente de pe continentul arhaic Rodinia, care in acel răstimp s-a ridicat treptat, toate stratele fiind în intregime îndepărtate prin eroziune naturală (fenomen ȋnceput  acum 850 milioane de ani).
2. Dezagregarea continentului Rodinia, ȋn perioada cuprinsă ȋntre 800 milioane și 717 milioane ani ȋn urmă.
3. Totala glaciațiune a pământului, ȋncepută cu 717 milioane ani ȋn urmă.
4. Procesele orogenetice din Ediacaran (parte din neoproterozoic), caracterizate prin eroziuni intense.

## Bibliografie
